# Ansonia inthanon
Espèce
Statut de conservation UICN

 LC  : Préoccupation mineure
Ansonia inthanon est une espèce d'amphibiens de la famille des Bufonidae.

## Répartition
Cette espèce est endémique de l'ouest de la Thaïlande. Elle se rencontre entre 930 et 1 650 m d'altitude :
- sur le Doi Inthanon dans la province de Chiang Mai ;
- à Thongphaphum dans la province de Kanchanaburi.

Sa présence est incertaine en Birmanie.

## Description

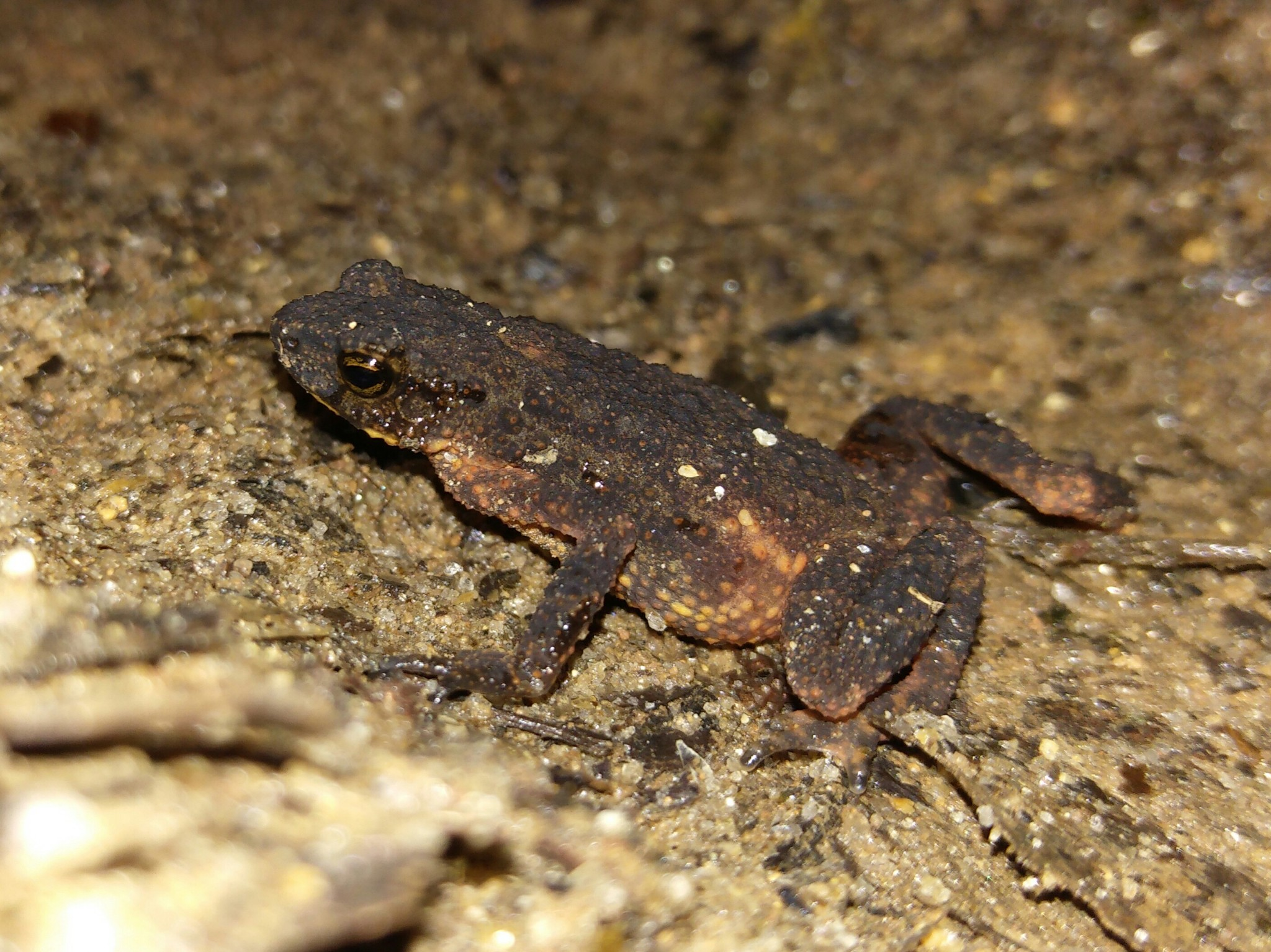
Ansonia inthanon

Les mâles mesurent de 22,9 à 23,3 mm et les femelles de 23,3 à 25,2 mm.

## Étymologie
Son nom d'espèce lui a été donné en référence au lieu de sa découverte, le Doi Inthanon.

## Publication originale
- Matsui, Nabhitabhata & Panha, 1998 : A New Ansonia from Northern Thailand (Anura: Bufonidae). Herpetologica, vol. 54, no 4, p. 448-454.